# Misumenops zeugma
Misumenops zeugma är en spindelart som beskrevs av Mello-Leitao 1929. Misumenops zeugma ingår i släktet Misumenops och familjen krabbspindlar. Inga underarter finns listade i Catalogue of Life.